# Castillo de San Vicente (Montemayor del Río)
El castillo de Montemayor del Río se encuentra en lo alto de un monte escondido en un valle junto a la frontera con Cáceres, en la localidad de Montemayor del Río, provincia de Salamanca.

## Historia
Esta villa y su castillo tuvieron por dueños, allá por 1220, al rey Sancho I de Portugal y a su hijo Alfonso el gordo. Más tarde, hacia 1285, fue señor de la villa don Pedro, el hijo mayor de Alfonso X el Sabio. El conjunto actual parece haber sido construido en los siglos XIV y XV, probablemente por el infante don Pedro, o por su hijo don Sancho. Fue propiedad de la familia real hasta el año 1458, cuando fue donado por el príncipe Enrique (futuro Enrique IV) a Juan de Silva.

## Descripción
El recinto principal está reforzado con torres redondas y cuadradas, entre las que destaca la del Homenaje. Su perímetro no es excesivo y está rodeado de una simple muralla que cuenta con puerta hacia el oeste, para la defensa de un puente, y por allí, desprendiéndose hacia abajo, se esparce el caserío de la villa. El interior, donde se encuentran la parroquia y casas anejas, lo llaman El Cortinar.
Por la parte de oriente destaca el verdadero castillo y a la vez palacio, con un foso, antemuro en el que se abre un pequeño arco semicircular, entre cubos pequeños, y detrás el recinto principal, reforzado por torres cuadradas y redondas entre las que sube, hacia el norte, la torre del homenaje. La puerta, en ángulo dentro de una torre, tiene dos arcos, uno agudo y otro escarzano, con una garita encima. las ventanas son adinteladas, habiendo perdido varias de ellas la decoración que tenían al exterior, y las almenas están provistas de troneras redondas y saeteras.

## Estado de conservación
Ha sido restaurado recientemente.

## Propiedad y uso
El castillo pertenece al ayuntamiento de Montemayor, el cual regula las visitas guiadas por el castillo.

## Visitas
Después de su reconstrucción, fue abierto al público el 12 de junio de 2009, y en su interior alberga el Centro de Interpretación Medieval. El castillo no puede visitarse de manera libre, solo con las visitas guiadas. Estas visitas pueden realizarse de martes a domingo por la mañana a las 10:00, 11:30 y 13:00, y los viernes y sábados por la tarde a las 17:00 y 18;30. El precio es de 2? entre 6 a 12 años y mayores de 65, y 3? entre 12 y 65 años. Grupos de más de 10 personas, 2? indistintamente de la edad.